# Ярошевский, Адольф Адольфович
Адольф Адольфович Ярошевский (1863, Владимирская губерния — 29 декабря 1910 [11 января 1911], Москва) — российский пианист и педагог.

## Биография
Родился Адольф Адольфович Ярошевский в 1863 году во Владимирской губернии.
В детстве готовился стать лютеранским пастором. К 20 годам, решив посвятить себя музыке, поступил в Московскую консерваторию, которую окончил в 1888 году по классу фортепиано у П. А. Пабста (на первых курсах занимался у Н. Д. Кашкина).
Был известен в основном в Москве, где несколько раз выступал в квартетных собраниях Русского музыкального общества.
В одном из исторических концертов С. Н. Василенко, Ярошевский исполнил с оркестром концерт для фортепиано Грига.
Творчеству С. В. Рахманинова Ярошевский посвятил романс «Речная лилия» (ор. 8, №1) и «Бурлацкую песню».
С 1898 года преподавал специальным фортепиано в Московской консерватории.
В 1919-1927 годах существовала Музыкальная школа имени Ярошевского в Москве.
Ушёл из жизни 29 декабря 1910 [11 января 1911] года в Москве.